# Sorde-l’Abbaye
Sorde-l’Abbaye település Franciaországban, Landes megyében. Lakosainak száma 636 fő (2022. január 1.). Sorde-l’Abbaye Cauneille, Labatut, Oeyregave, Saint-Cricq-du-Gave, Came, Carresse-Cassaber, Lahontan, Léren és Saint-Pé-de-Léren községekkel határos.

## Népesség
A település népessége az elmúlt években az alábbi módon változott:
| Lakosok száma | 637  | 572  | 569  | 628  | 655  | 648  | 631  | 623  | 619  | 636  |
|               | 1968 | 1982 | 1990 | 2006 | 2013 | 2015 | 2017 | 2019 | 2020 | 2022 |